# Паметник на горяните (Сливен)
Паметникът на горяните в град Сливен е построен в центъра на града с много декоративна растителност около него. Представлява конструкция от бял, полиран мрамор, на която са поставени плочи с изписани имената на 41 души от Втора сливенска чета, действала в периода 1950 – 1951 г. в Стара планина в района над град Сливен.
| „ | В памет на горяните от Сливенско, загинали през 1950 – 1951 г.“ и „За тях животът бе борба под знамето на свободата, смъртта – достойна победа! | “ |

Паметникът е уреден след инициативата и със средства на Съюза на репресираните в Сливен през 2001 г. Открит е от тогавашният вицепрезидент Тодор Кавалджиев, земеделец по убеждения, репресиран и бивш лагерист в концентрационния лагер в „Белене“, политически затворник по времето на „комунизма“, прекарал 11 години в затворите на Народната република в Пазарджик и Плевен (1952 – 1963).
Тържествените поклонения за почит на горянското движение от Сливенско се извършва на 2 юни, заедно с честването на Деня на Христо Ботев и загиналите за свободата и независимостта на България. Това е така по причини, че на 1 срещу 2 юни 1951 г. Втора сливенска чета, наброяваща 106 души и ръководена от Георги Маринов Стоянов – Търпана, влиза в тежко сражение с въоръжени части на милицията и армията, наброяващи около 13 000 души, като при сражението полагат кости 40 горяни.
Въпреки че е ранен командирът на четата Георги Стоянов (наричан още Бенковски заради приликата си с водача на Хвърковатата чета и на Априлското въстание Георги Бенковски) успява да изведе останалите партизани от обкръжението. Когато по-късно той е заловен, е осъден на смърт и убит на 2 декември 1951 г.

## Други паметници на горяните
Паметник на Герасим Тодоров (р. 1910), командир на Шести Пирински отряд (1948), издигнат в родното му село Влахи, община Кресна. Той слага край на живота си, за да не бъде заловен жив при мащабна военизирана акция, проведена срещу отряда му, изпратена от диктаторския режим, в съдстояща се от служители на местната милиция, т.нар. доброволни отряди на трудещите се, части на Вътрешни войски и редовна войска с бронирана техника от София, Враца и Пловдив.
Друг също скромен паметен знак съществува в двора на църквата „Свети Георги Победоносец“ в с. Габарево, община Павел Баня. Там са погребани останките на убитите на 1 октомври 1951 г. недалеч от селото 16 младежи горяни от отряд „Никола Петков“ на възраст между 16 и 25 години. Масовият им гроб е открит през 1992 г., а останките на горяните са пренесени и погребани в общ гроб край местната църква, където веднъж в годината има организирано поклонение в тяхна памет. През 2014 г. на гроба е поставен и паметник.
Паметник на гимназиста Георги Сучев (р. 1928) е издигнат в родното му село Илинденци, община Струмяни. Той е четник в горянския отряд на Герасим Тодоров. На 23 март 1948 г. партизанинът е обкръжен от милиция и се самоубива с бомба в плевня в родното си село, за да не бъде заловен жив.